# Ceratoscopelus warmingii
Ceratoscopelus warmingii is een straalvinnige vissensoort uit de familie van de lantaarnvissen (Myctophidae). De wetenschappelijke naam van de soort werd in 1892 gepubliceerd door Christian Frederik Lütken.